# Línea de mira

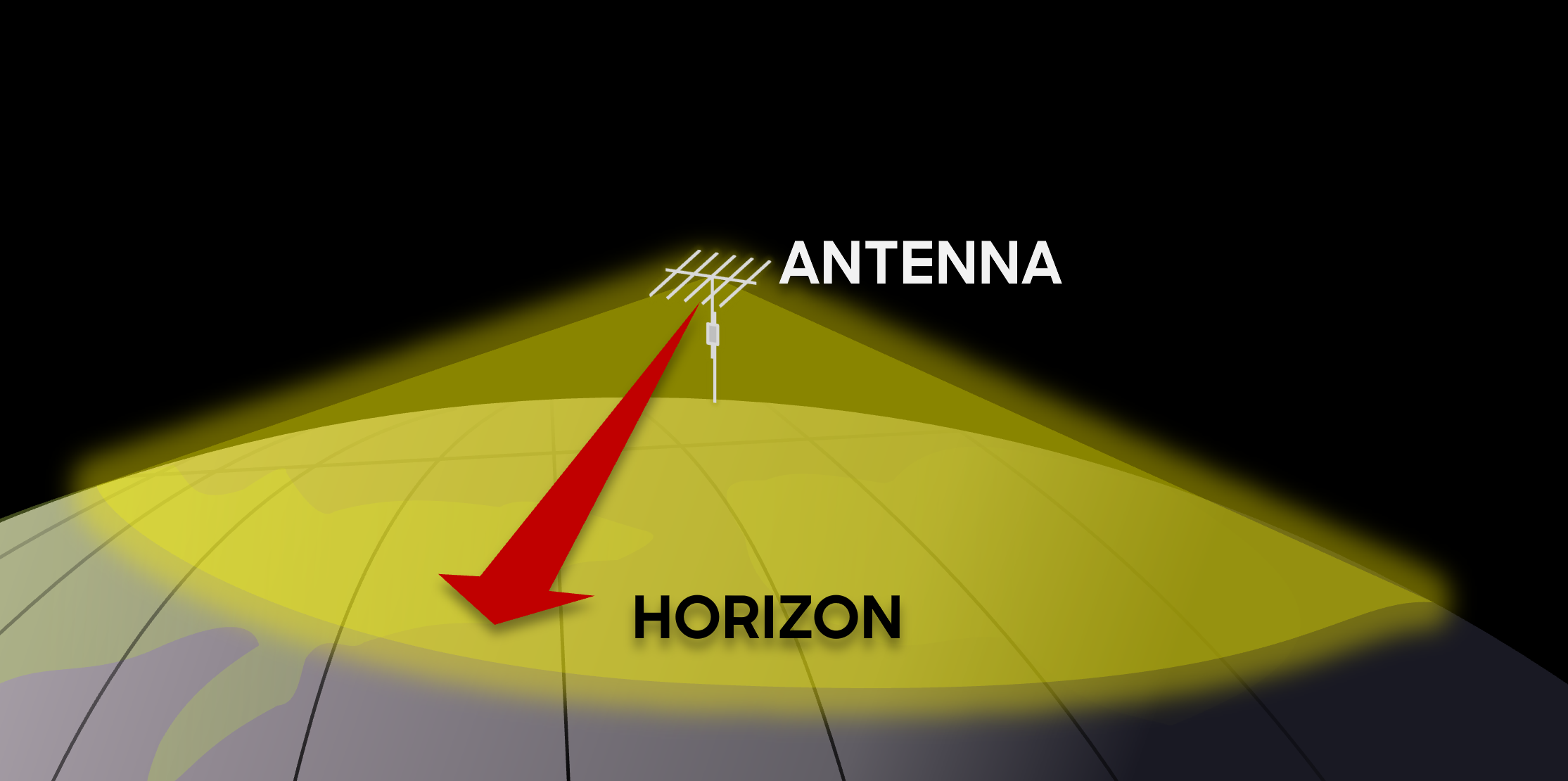
Propagación de alcance visual de una antena

La propagación en la línea de visión  (o propagación de alcance visual, se utiliza en ocasiones su denominación en inglés, Line of Sight, o su acrónimo LOS) se refiere a una característica de la radiación de la radiación electromagnética (radio, láser o infrarrojo) o a la propagación de ondas acústicas, lo que significa que las ondas viajan en un camino directo desde la fuente hasta el receptor. La transmisión electromagnética incluye las emisiones de luz que viajan en línea recta. Los rayos u ondas pueden ser difractados, refractados, reflejados o absorbidos por la atmósfera y obstrucciones con material y generalmente no pueden viajar sobre el horizonte o detrás de obstáculos. 
A diferencia de la propagación con visibilidad directa, a baja frecuencia (por debajo de aproximadamente 3 MHz debido a la difracción, las ondas de radio pueden viajar como ondas de superficie, que siguen el contorno de la Tierra. Esto permite que las estaciones de radio AM transmitan más allá del horizonte. Además, las frecuencias en las bandas de onda corta entre aproximadamente 1 y 30 MHz pueden ser refractadas de vuelta a la Tierra por la ionosfera, lo que se denomina propagación de onda ionosférica o "rebote ionosférico", lo que otorga a las transmisiones de radio en este rango un alcance potencialmente global. 
Cualquier obstrucción entre la antena transmisora (transmisor) y la antena receptora (receptor) bloqueará la señal, al igual que la luz que el ojo puede sentir. Sin embargo, en frecuencias superiores a 30 MHz (los radioenlaces de VHF (hasta 300 MHz) y de UHF (hasta 900 MHz)) y en niveles más bajos de la atmósfera presentan cierta tolerancia a obstáculos de forma que pueden ser enlaces NLOS. En los radioenlaces de microondas, que funcionan a frecuencias superiores a 900 MHz, no es posible tener un enlace estable y de buen comportamiento si existen obstáculos entre antena receptora y antena transmisora en su zona de Fresnel. Por lo tanto, dado que la capacidad de visual de una antena transmisora (sin tener en cuenta las limitaciones de la resolución del ojo) corresponde aproximadamente a la capacidad de recibir una señal de radio de ella, la característica de propagación en estas frecuencias se denomina "línea de visión". El punto de propagación más lejano posible se denomina "horizonte de radio".
En la práctica, las características de propagación de estas ondas de radio varían sustancialmente dependiendo de la frecuencia exacta y la fuerza de la señal transmitida (una función tanto del transmisor como de las características de la antena). Las transmisiones de radio FM, a frecuencias comparativamente bajas de alrededor de 100 MHz, se ven menos afectadas por la presencia de edificios y bosques.
En una comunicación digital como Wifi, los enlaces deben transportar una gran cantidad de datos (kbps/s), por lo que necesitan un ancho de banda elevado, lo que supone una mayor frecuencia de la portadora de radio (2,4 GHz o 5,8Ghz). Por esto, en estas tecnologías es muy importante considerar la existencia de LOS.

## Deficiencias en la propagación de la línea de visión

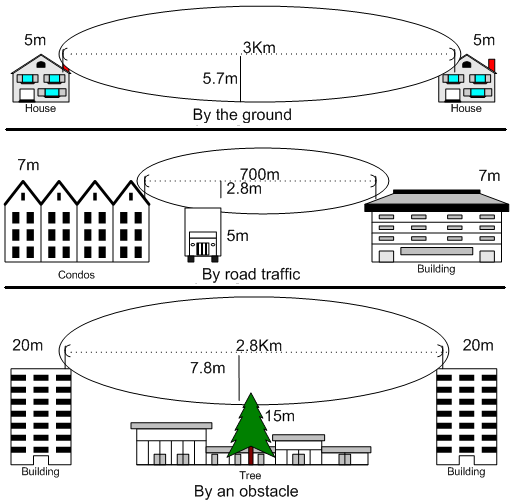
Los objetos dentro de la zona de Fresnel pueden perturbar la propagación de la línea de visión incluso si no bloquean la línea geométrica entre las antenas.

Los transmisores de microondas de baja potencia pueden verse frustrados por las ramas de los árboles o incluso por la lluvia o la nieve intensas. La presencia de objetos que no están en la línea de visión directa puede causar efectos de difracción que interrumpen las transmisiones de radio. Para la mejor propagación, un volumen conocido como la primera zona de Fresnel debe estar libre de obstrucciones.
La radiación reflejada desde la superficie del suelo circundante o el agua salada también puede cancelar o mejorar la señal directa. Este efecto se puede reducir elevando una o ambas antenas más lejos del suelo: la reducción en la pérdida lograda se conoce como ganancia de altura.
Consulte también Non-line-of-sight para obtener más información sobre las degradaciones en la propagación.
Es importante tener en cuenta la curvatura de la Tierra para el cálculo de rutas de línea de visión a partir de mapas, cuando no se puede realizar una corrección visual directa. Los diseños para microondas usaban anteriormente un radio terrestre de 4⁄3 para calcular los espacios libres a lo largo de la trayectoria.

## Teléfonos móviles
Aunque las frecuencias utilizadas por los teléfonos móviles están en el rango de la línea de visión, todavía funcionan en las ciudades. Esto es posible gracias a una combinación de los siguientes efectos:
- 1⁄r 4 propagación sobre el paisaje de la azotea
- difracción en el "cañón de la calle" a continuación
- reflexión multitrayecto a lo largo de la calle
- difracción a través de las ventanas y paso atenuado a través de las paredes hacia el interior del edificio
- reflexión, difracción y paso atenuado a través de paredes internas, pisos y techos dentro del edificio

La combinación de todos estos efectos hace que el entorno de propagación de los teléfonos móviles sea muy complejo, con efectos de multicaminos y un extenso desvanecimiento de Rayleigh. Para los servicios de telefonía móvil, estos problemas se abordan mediante:
- posicionamiento en azoteas o colinas de estaciones base
- muchas estaciones base. Por lo general, un teléfono puede ver al menos tres y, por lo general, hasta seis en un momento dado.
- antenas "sectorizadas" en las estaciones base. En lugar de una antena con cobertura omnidireccional, la estación puede usar tan solo 3 (áreas rurales con pocos clientes) o hasta 32 antenas separadas, cada una de las cuales cubre una parte de la cobertura circular. Esto permite que la estación base use una antena direccional que apunta al usuario, lo que mejora la relación señal/ruido. Si el usuario se mueve (quizás caminando o conduciendo) de un sector de antena a otro, la estación base selecciona automáticamente la antena adecuada.
- traspaso rápido entre estaciones base (roaming)
- el enlace de radio utilizado por los teléfonos es un enlace digital con una amplia detección y corrección de errores en el protocolo digital
- operación suficiente de telefonía móvil en túneles cuando se apoya en antenas de cable divididas
- repetidores locales dentro de vehículos o edificios complejos

Una jaula de Faraday se compone de un conductor que rodea completamente un área por todos los lados, arriba y abajo. La radiación electromagnética se bloquea cuando la longitud de onda es más larga que cualquier espacio. Por ejemplo, las señales de los teléfonos móviles se bloquean en recintos metálicos sin ventanas que se asemejan a una jaula de Faraday, como cabinas de ascensores y partes de trenes, automóviles y barcos. El mismo problema puede afectar las señales en edificios con refuerzo de acero extenso.

Dos estaciones que no están en la línea de visión pueden comunicarse a través de una estación repetidora de radio intermedia.

## Horizonte radioeléctrico
El horizonte radioeléctrico es el lugar geométrico de los puntos en los que los rayos directos de una antena son tangenciales a la superficie de la Tierra. Si la Tierra fuera una esfera perfecta sin atmósfera, el horizonte radioeléctrico sería un círculo.
El horizonte radioeléctrico de las antenas transmisora y receptora se puede sumar para aumentar el rango de comunicación efectivo.
La propagación de ondas de radio se ve afectada por las condiciones atmosféricas, la absorción ionosférica y la presencia de obstrucciones, por ejemplo, montañas o árboles. Fórmulas simples que incluyen el efecto de la atmósfera dan el rango como:
Las fórmulas simples brindan una aproximación del mejor de los casos de la distancia máxima de propagación, pero no son suficientes para estimar la calidad del servicio en cualquier ubicación.

### Protuberancia de la Tierra
En telecomunicaciones, la protuberancia de la Tierra se refiere al efecto de la curvatura de la Tierra en la propagación de radio. Es consecuencia de un segmento circular del perfil terrestre que bloquea las comunicaciones a larga distancia. Dado que la línea de visión del vacío pasa a diferentes alturas sobre la Tierra, la onda de radio que se propaga encuentra condiciones de propagación ligeramente diferentes en el camino.[cita requerida]

### Distancia del vacío al horizonte

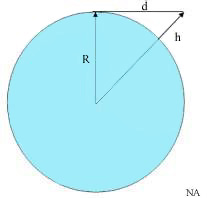
R es el radio de la Tierra, h es la altura del transmisor (exagerado), d es la distancia de la línea de visión.

Para sortear los obstáculos físicos se recurre a ingenios tales como reflectores pasivos o repetidoras, también pueden ayudar los "rebotes" o ciertas implementaciones como MIMO-OFDM, aunque requieren de un análisis caso por caso. En general lo más simple es trabajar sobre la altura de antenas, que aumenta la línea de vista según el teorema de Pitágoras. Asumiendo a la Tierra como una esfera perfecta y sin refracción atmosférica, si R el radio de la Tierra y h la altitud de la antena transmisora, la distancia de esta estación al horizonte viene dada por:
{\displaystyle d^{2}=(R+h)^{2}-R^{2}=2\cdot R\cdot h+h^{2}}
Debido a que la altura de la estación es mucho menor que el radio de la Tierra, la fórmula anterior se puede aproximar a:
{\displaystyle d\approx {\sqrt {2\cdot R\cdot h}}}
Si la altura se da en metros y la distancia en kilómetros,
{\displaystyle d\approx 3.57\cdot {\sqrt {h}}}
Si la altura se da en pies y la distancia en millas terrestres,
{\displaystyle d\approx 1.23\cdot {\sqrt {h}}}
Así, una antena ubicada al tope de una torre o mástil de 100 m de altura tendrá línea de vista hasta los 35 km, aproximadamente. Será difícil la recepción de ondas de radio por encima de dicha distancia, si no imposible. A la limitación por línea de vista se suman otros efectos tales como la atenuación de espacio libre, sensibilidad del receptor, interferencias, entre otras que reducen el alcance.

### Refracción atmosférica
El efecto habitual de la disminución de la presión de la atmósfera con la altura (variación de la presión vertical) es doblar (refractar) las ondas de radio hacia la superficie de la Tierra. Esto da como resultado un radio efectivo de la Tierra, "una ficción conveniente que vuelve recta la trayectoria curva real de un rayo de radio en la atmósfera presentándolo en relación con una Tierra imaginaria con un radio mayor" aumentado por un factor de alrededor de 4⁄3. Este factor k puede cambiar de su valor promedio dependiendo del clima.

#### Distancia refractada al horizonte
El análisis de distancia de vacío anterior no considera el efecto de la atmósfera en la ruta de propagación de las señales de RF. De hecho, las señales de RF no se propagan en línea recta: debido a los efectos de refracción de las capas atmosféricas, las rutas de propagación son algo curvas. Por lo tanto, el alcance máximo de servicio de la estación no es igual a la distancia de vacío de la línea de visión. Por lo general, se usa un factor k en la ecuación anterior, modificado para ser
{\displaystyle d\approx {\sqrt {2\cdot k\cdot R\cdot h}}}
k > 1 significa abultamiento geométricamente reducido y un rango de servicio más largo. Por otro lado, k < 1 significa un rango de servicio más corto.
En condiciones climáticas normales, k generalmente se eligepara que sea 4⁄3. Eso significa que el rango máximo de servicio aumenta en un 15%.
{\displaystyle d\approx 4.12\cdot {\sqrt {h}}}
para h en metros y d en kilómetros; o
{\displaystyle d\approx 1.41\cdot {\sqrt {h}}}
para h en pies y d en millas.
Pero en clima tormentoso, k puede disminuir y causar desvanecimiento en la transmisión. (En casos extremos, k puede ser menor que 1). Eso es equivalente a una disminución hipotética en el radio de la Tierra y un aumento de la protuberancia de la Tierra.
Por ejemplo, en condiciones meteorológicas normales, el rango de servicio de una estación a una altitud de 1500 m con respecto a los receptores al nivel del mar se puede encontrar como,
{\displaystyle d\approx 4.12\cdot {\sqrt {1500}}=160{\mbox{ km.}}}